# سیارک ۳۱۴۵۸
سیارک ۳۱۴۵۸ (به انگلیسی: 31458 Delrosso، نامگذاری:1999CG16) سی و یک هزار و چهارصد و پنجاه و هشتمین سیارک کشف شده‌است که در ۱۵ فوریه ۱۹۹۹ کشف شد.